# Charred Walls of the Damned
A Charred Walls of the Damned amerikai progresszív metal/  thrash metal supergroup.

## Története
Az együttes 2009-ben alakult, tagjai: Richard Christy (Iced Earth) - dob, Steve DiGiorgio (Sadus) - basszusgitár, Tim „Ripper” Owens (Judas Priest) - ének, Jason Suecof - gitár. Christy alapította a zenekart. Három stúdióalbumot jelentettek meg. Nevük egy keresztény rádióállomásról származik, ahol Richard Christy és Sal Governale "telefonbetyárkodott" (prank call), és a műsorvezető imádkozott értük, hogy a lelkük az Istenhez kerüljön. A műsorvezető egyik idézetéből származik a név. Az együttes albumainak címének kezdőbetűi a zenekar kezdőbetűi is (Charred Walls of the Damned, Cold Winds on Timeless Days, Creatures Watching Over the Dead).

## Diszkográfia
- Charred Walls of the Damned (2010)
- Cold Winds on Timeless Days (2011)
- Creatures Watching Over the Dead (2016)